# 霍恩·久洛
霍恩·久洛·亚诺什（匈牙利語：Horn Gyula János；1932年7月5日—2013年6月19日），匈牙利社會主義政治人物暨經濟學家，並曾在1994年至1998年期間擔任匈牙利共和國第三任總理。霍恩其重要的貢獻之一為在1989年時促成東德鐵幕的拆除，並且進而促成之後德國的統一工作，這也使得他在1990年時因為國際關係處理的成就而獲得亞琛查理大帝獎。

## 生平
他最初於蘇聯在羅斯托夫的機械專科學校就讀，之後在1954年時於南部联邦大学經濟學研究所畢業且加入匈牙利勞動人民黨。在1956年匈牙利革命時由於工作因素而與匈牙利共產主義政府與蘇聯軍隊同一陣線，不過他之後則表示當時較為支持民眾展開革命行動。在1954年到1959年這段期間他先是在匈牙利人民共和國財政部擔任公職，之後改轉換成為外交部官員並且負責保加利亞索菲亞（1961年至1963年）和南斯拉夫貝爾格勒（1963年至1963年）大使館事宜。1986年時他晉升成為匈牙利勞動人民黨中央委員會外交部門人員之一，並且1985年至1989年擔任外交事務部的國務秘書。而在内梅特·米克洛什擔任匈牙利人民共和國部長會議主席後，霍恩則被任命為匈牙利人民共和國最後一位外交部部長。之後在受到赫爾穆特·科爾的影響之後，他開始安排東德公民得以經由匈牙利而越過邊境並移居西德的工作，而這也導致東德領導人埃里希·昂奈克的政府瓦解。
1989年匈牙利共產主義結束之際，他與其他人共同成立了匈牙利社會黨，並且在1990年時擔任匈牙利社會黨中央委員會主席。1994年在議會議員選舉中由匈牙利社會黨取得勝利後，霍恩·久洛也因而被推舉成為匈牙利總理。在他擔任總理時一方面積極推動匈牙利加入北大西洋公約組織與歐洲聯盟，使得匈牙利成為過去共產主義國家中最為積極與西方世紀接觸的國家之一；另外一方面他還於1995年推動一系列名為的「博克罗什一揽子政策」的財政緊縮方案，希望藉此消除政府預算的赤字並且促使經濟逐漸成長，然而這一經濟政策卻反而使得匈牙利經濟漸趨惡化。最後在1989年敗選之後霍恩宣布辭去匈牙利總理與匈牙利社會黨主席一職，並且逐漸自接任主席的拉斯洛·科瓦奇其指導的政黨方針決議中淡出、僅擔任自1990年開始便長期擔任的國會議員。
不過在其辭職之後一方面成功促成匈牙利社會黨與自由民主聯盟合作組成政治聯盟，另一方面自1996年開始到2003年為止則一直擔任社會黨國際副主席。同時卸下主席一職的霍恩·久洛仍對於匈牙利社會黨有一定影響力，其中在老年選民這部分更是獲得大量的民眾支持，一直到2002年之後他才其行動才不像過去如此活耀。2007年8月因為一場大病使得處於昏迷狀態的霍恩必須長期在醫院內接受治療，2013年6月19日80歲的霍恩·久洛因病逝世於布達佩斯的醫院，留下他的妻子安娜·基羅里（Anna Király）與兩名兒子。

## 外部連結
- （匈牙利文） Meghalt Horn Gyula
- （匈牙利文） Horn Gyula （页面存档备份，存于）
- （匈牙利文） Horn Gyula （页面存档备份，存于）
- （匈牙利文） Beszélgetés a ma 75 éves Horn Gyulával （页面存档备份，存于）
- （匈牙利文） Alapítvány kutatja Horn Gyula világképét és munkásságát[永久]
- （英文） Gyula Horn（页面存档备份，存于）

| 官衔                 | 官衔                            | 官衔                 |
| -------------------- | ------------------------------- | -------------------- |
| 前任： 瓦尔科尼·彼得 | 外交部部長 1989年－1990年       | 繼任： 耶森斯基·盖佐 |
| 前任： 博羅什·彼得   | 匈牙利總理 1994年－1998年       | 繼任： 奧班·維克多   |
| 政党职务             |                                 |                      |
| 前任： 雷热·涅尔什   | 匈牙利社會黨主席 1990年－1998年 | 繼任： 拉斯洛·科瓦奇 |